# Klaretyni
Zgromadzenie Misjonarzy Synów Niepokalanego Serca Błogosławionej Maryi Dziewicy, potocznie Misjonarze Klaretyni, lub Zgromadzenie Misjonarzy Klaretynów – zgromadzenie zakonne założone 16 lipca 1849 roku przez św. Antoniego Marię Klareta w Vic (Hiszpania), a zatwierdzone 22 grudnia 1865 roku przez papieża Piusa IX. Kapłani i bracia zakonni zależący do zgromadzenia dopisują do swoich nazwisk litery CMF, co jest skrótem od łacińskiego zwrotu Cordis Mariae Filius – Syn Serca Maryi.

## Członkowie  zgromadzenia
Zgromadzenie Misjonarzy Synów Niepokalanego Serca Błogosławionej Maryi Dziewicy dało Kościołowi 5 kardynałów, 6 arcybiskupów i 43 biskupów.
Zgromadzenie posiada liczną grupę męczenników, którzy oddali życie za wiarę w czasie wojny domowej w Hiszpanii, kiedy komuniści zamordowali 271 klaretynów. 
Pierwszą grupą męczenników byli księża i klerycy, rozstrzelani w Barbastro. Wyniósł ich na ołtarze w 1992 r. papież Jan Paweł II. Drugą, 16 Męczenników z Siguenzy, Fernan Caballero i Tarragony, beatyfikowanych 13 października 2013 roku w Tarragonie. Do męczenników tamtego okresu zalicza się także Błogosławiony ojciec Andrés Solá Molist, męczennik Meksyku, beatyfikowany 20 listopada 2005 r. w Guadalajarze w Meksyku.

## Klaretyni w Polsce
Na ziemie polskie klaretyni przybyli w 1932 r., kiedy założyli placówkę w Miedarach. W 1982 r. powstała w Polsce Delegatura Zarządu Generalnego, a w 1993 r. Prowincja Polska. W 2015 r. liczyła ona 65 kapłanów, 9 braci, 22 studentów, 4 nowicjuszy i 8 postulantów. W jej skład oprócz 9 polskich klasztorów wchodzi też rezydencja „Św. Rodziny" w Krasnojarsku na Syberii.
Do zgromadzenia klaretynów należy biskup pomocniczy archidiecezji wrocławskiej Jacek Kiciński.

## Placówki w Polsce
- Kuria Prowincjalna we Wrocławiu (2024), przy parafii Św. Wawrzyńca[8]
- Dom formacyjny – seminarium we Wrocławiu (1974)
- Parafia św. Michała Archanioła w Krzydlinie Małej (1980)
- Dom formacyjny – postulat w Kudowie-Zdroju (2003)
- Dom formacyjny – nowicjat i Parafia św. Marcina Biskupa w Paczynie (2011)
- Parafia św. Floriana w Miedarach (1932)
- Parafia św. Wawrzyńca we Wrocławiu (2010)
- Parafia Niepokalanego Serca Najświętszej Maryi Panny i św. Antoniego M. Klareta w Łodzi (1989)[9]
- Parafia św. Maksymiliana Kolbego w Płocku (2019)

### Domy zniesione
30 sierpnia 2023 na skutek wejścia w życie dekretu Przełożonego Generalnego, dom w Warszawie będący jednocześnie siedzibą Kurii Prowincjalnej został zniesiony. Od 1 września 2023 siedzibą Kurii Prowincjalnej jest Dom Św. Wawrzyńca we Wrocławiu.

## Placówki na świecie
Polska Prowincja Misjonarzy Klaretynów, oraz polscy klaretyni w ramach innych prowincji Zgromadzenia, prowadzą misje poza granicami kraju, obecnie (październik 2024) są to następujące placówki:

### Argentyna
- Parafia Niepokalanego Serca Maryi w Chascomús

### Burkina Faso
- Parafia Matki Bożej Miłosierdzia w Koudougou (rok założenia: 2015)

### Białoruś
- Parafia Chrystusa Króla w Jeziorach
- Parafia pw. św. Antoniego w Mohylewie
- Parafia w Zelwie

### Chile
- Parafia NMP Różańcowej w Andacollo.

### Filipiny
- Instit. for Consecrated Life in Asia (ICLA) w Quezon City

### Niemcy
- Parafia Niepokalanego Serca Maryi we Frankfurcie nad Menem

### Rosja/Syberia
- Parafia w Aczyńsku[12]
- Parafia w Bracku
- Parafia w Krasnojarsku

### Ukraina
- Parafia Wniebowzięcia NMP w Truskawcu

### Wielka Brytania
- Parafia Niepokalanego Serca Maryi, Hayes, Londyn

### Wybrzeże Kości Słoniowej
- Misja klaretyńska we Vridi Cite (dzielnica Abidżanu, stolicy Wybrzeża Kości Słoniowej) w diecezji Grand Bassam
- Misja klaretyńska w Bouaflé w diecezji Daloa
- Misja katolicka parafii Matki Bożej Różańcowej w Soubré w diecezji San Pedro

## Przełożeni Generalni
- św. Antoni Maria Klaret (1849-1850)
- Esteban Sala (1850-1858)
- José Xifré (1858-1899)
- Clemente Serrat (1899-1906)
- Martín Alsina Sevarroja (1906-1922)
- Nicolás García Cuesta (1922-1934)
- Felipe Maroto (1934-1937)
- Nicolás García Cuesta (1937-1949)
- Peter Schweiger (1949-1967)
- Antonio Leghisa (1967-1979)
- Gustavo Alonso (1979-1991)
- Aquilino Bocos Merino (1991-2003)
- Josep Maria Abella Batlle (2003-2015)
- Matthew Vattamattam[13] (2015-?)

## Habit
Klaretyni noszą czarną sutannę z czarnym pasem, po ślubach wieczystych misjonarze klaretyni otrzymują krzyż misyjny.